# Alois Windisch
Alois Windisch (* 3. Februar 1892 in Fischau-Brunn, Niederösterreich; † 28. Dezember 1958 in Wiener Neustadt, Niederösterreich) war ein österreichischer und deutscher Offizier, zuletzt Generalmajor, und Befehlshaber von Einheiten im Ersten und großen Verbänden im Zweiten Weltkrieg. Windisch und Friedrich Franek waren die einzigen Personen, die sowohl das Ritterkreuz des Maria-Theresia-Ordens als auch das Ritterkreuz des Eisernen Kreuzes erhielten.

## Leben

### Jugend und Ausbildung
Alois Windisch wurde am 3. Februar 1892 in Bad Fischau-Brunn (Niederösterreich) als zweites Kind des Volksschuldirektors Alois Windisch (1862–1934) und Maria Windisch (geb. Gruber, 1867–1945) geboren. Er besuchte die k.u. k. Infanterie-Kadettenschule in Wien-Breitensee, um schließlich die Offiziersausbildung an der Theresianischen Militärakademie in Wiener Neustadt zu absolvieren.
Am 18. August 1913 wurde Alois Windisch als Leutnant in die k. u. k. Armee übernommen und als Zugsführer der 9. Kompanie des K.u.k. Oberösterreichischen Infanterie-Regiments „Ernst Ludwig Großherzog von Hessen und bei Rhein“ Nr. 14 in Linz eingeteilt.

### Erster Weltkrieg
Mit Beginn des Ersten Weltkrieges wurde er als Bataillons-Adjutant nach Galizien versetzt und später Kompanieführer der 9. Kompanie seines Regimentes.
Am 1. Mai 1915 erfolgte die Beförderung zum Oberleutnant und am 15. Jänner 1917 erhielt er das Kommando über die 10. Kompanie dieses Regimentes, welche eine Maschinengewehr-Kompanie war und in Italien eingesetzt wurde. In dieser Funktion blieb er bis zum Kriegsende.
Insgesamt wurde Windisch im Laufe des Ersten Weltkrieges dreimal verwundet. Für seine Leistungen am 4. Dezember 1917 an der Dolomitenfront am Monte Tondarecar und am Monte Miela zwischen Primolano und Asiago wurde er bei der 192. Verleihungszeremonie in der Geschichte des Maria-Theresia-Ordens am 11. Dezember 1925 mit dem Ritterkreuz dieses Ordens ausgezeichnet. Wäre diese Verleihung noch zu Zeiten der k.u.k. Monarchie erfolgt, hätte Windisch automatisch den österreichischen Adelsstand erhalten und hätte unter Ausschluss der sonst üblichen Gebühren um die Erhebung in den Freiherrenstand ansuchen dürfen.

### Zwischenkriegszeit
Nach Ende des Ersten Weltkrieges blieb er beim Bundesheer und wurde am 1. Jänner 1921 zum Hauptmann, am 1. Juni 1925 zum Stabshauptmann befördert.
Beim „Anschluss Österreichs“ an das Deutsche Reich (März 1938) war er seit 1934 als Oberst des Generalstabes (Beförderung am 24. Juni 1936) Taktiklehrer für höhere Offizierslehrgänge an der Militärakademie in Wien.
Wegen seiner bekannten Ablehnung der neuen Machthaber wurde er von den Nationalsozialisten als unzuverlässig eingestuft und nicht in den deutschen Generalstabsdienst übernommen. Aus diesem Grunde war er auch zur vorzeitigen Pensionierung vorgesehen, durch den deutschen Überfall auf Polen, Ausbruch des Zweiten Weltkrieges und dem daraus resultierenden Bedarf an erfahrenen Truppenführern kam es allerdings nicht dazu.

### Zweiter Weltkrieg
In die Wehrmacht als Oberst übernommen, wurde er Kommandeur des in der Folge von ihm aufgestellten Gebirgsjäger-Regiments 139, das im Wehrkreis XVIII (zuständig für Steiermark, Kärnten, Tirol und Salzburg) aufgestellt wurde und der 3. Gebirgs-Division unterstellt war. Vor dem Angriff auf Polen wurde sein Regiment in die Slowakei versetzt, von wo aus es mit der 4. leichten Division in Polen einmarschierte.
Im März 1940 wurde sein Verband für das Unternehmen Weserübung, die Invasion der Wehrmacht in Dänemark und Norwegen, bereitgestellt, wo er zusammen mit der Kriegsmarine bei der Besetzung von Narvik zum Einsatz kam. Für seine Leistungen in Narvik erhielt er am 20. Juni 1940 das Ritterkreuz des Eisernen Kreuzes.
Oberst Windisch war ein für seine Besonnenheit und Fürsorge bei seinen Untergebenen bekannter und beliebter Kommandeur. Beim Angriff auf die Sowjetunion überschritt er mit seinem Regiment unter Generalleutnant Eduard Dietl die finnisch-sowjetische Grenze am nördlichen Eismeer.
Nach einer Diskussion über einen von ihm als sinnlos abgelehnten Angriffsbefehl von Generalleutnant Hans Kreysing, dem Kommandeur der 3. Gebirgs-Division, wurde er seines Postens enthoben. Sein Nachfolger wurde der rangälteste Bataillonskommandeur, Major Arthur Haussels.
Vom März 1942 bis Jänner 1943 wurde er auf die Funktion eines Kommandeurs der Kriegsgefangenen im Bezirk Kirowograd befohlen, was ein militärischer Rückschritt war.
Die Verschlechterung der allgemeinen militärischen Lage zu Ungunsten des Deutschen Reiches und seine altösterreichische Kommandantenerfahrung führten dazu, dass er zum Kommandeur des kroatischen Grenadier-Regiments 383 ernannt wurde. Durch seine Generalstabsausbildung qualifiziert, erhielt er in weiterer Folge das Kommando über die kroatische 373. Infanterie-Division. Auftrag dieses Verbandes waren Eisenbahn- und Straßensicherung sowie Partisanenbekämpfungen. Per 1. Juni 1943 erfolgte seine Beförderung zum Generalmajor.
Stets unter misstrauischer Beobachtung wurde Alois Windisch am 1. Juli 1943 in die Führerreserve versetzt und erhielt erst mit 16. Februar 1944 wieder eine Dienstverwendung als stellvertretender Kommandeur der 292. Infanterie-Division. Diesen Posten gab er am 10. April 1944 wieder ab.
Es folgte am 30. Juli 1944 die Funktion als Kommandeur der 281. Sicherungs-Division im Raum Polozk und Kurland unter der 16. Armee, die zur Durchsetzung des Besatzungsregimes tätig war und im früheren und späteren Kriegsverlauf etwa Geld-, Haft- und Zwangsarbeitsstrafen verhängte sowie Erschießungen vornahm. Bereits am 9. Oktober 1944 übernahm er jedoch das Kommando über die 264. Infanterie-Division von Generalleutnant Martin Gareis. Diese Division, seit dem 5. Oktober 1943 in Dalmatien eingesetzt, wurde dort am 5. Dezember 1944 in einem Kessel bei Knin vernichtet.

### Nachkriegszeit
Bei seiner Gefangennahme in der Nacht von 8. auf 9. Mai 1945 in der Nähe von Summerau (Oberösterreich) durch amerikanische Truppen war er im Sonderstab der Heeresgruppe F eingesetzt. Die Amerikaner lieferten ihn an die Rote Armee aus, diese ihn wiederum im Mai 1946 an Jugoslawien, da er auf dem Balkan Dienst versehen hatte.
Windisch wurde in der Strafanstalt Sremska Mitrovica interniert und zu 20 Jahren Kerker verurteilt. Schwarz schildert in seiner Biografie Windischs einen unfairen Prozess nach Folter und Entbehrungen. Nach seiner Berufung wurde er zum Tode durch Erschießen verurteilt, er wurde Tag und Nacht gefesselt, nur zur Körperpflege wurden ihm die Handfesseln abgenommen. Das Todesurteil wurde aber anders als bei vielen anderen Gefangenen in Tito-Jugoslawien nie vollstreckt, Gerüchten zufolge ob der Intervention eines seiner ehemaligen Soldaten aus dem Ersten Weltkrieg und nunmehrigem hochrangigen Partisanenoffiziers, der seinem menschlichen und fürsorglichen Kommandanten ein ehrendes Angedenken bewahrt hatte. Windisch verblieb aber unter verschärften Bedingungen in der Todeszelle.
Am 30. Juni 1952 wurde er nach Interventionen seiner Familienangehörigen, seiner ehemaligen Kameraden und des österreichischen Bundespräsidenten Theodor Körner als einer der letzten Kriegsgefangenen von Tito-Jugoslawien entlassen und wurde vom späteren ersten österreichischen Verteidigungsminister Ferdinand Graf am Bahnhof Rosenbach in Kärnten feierlich empfangen.
Alois Windisch starb am 28. Dezember 1958 in Wiener Neustadt an den Folgen der physischen und psychischen Auszehrung seiner Haft. Nach ihm wurde die Windisch-Kaserne, heute Georg Goess-Kaserne, in Klagenfurt benannt.

## Auszeichnungen

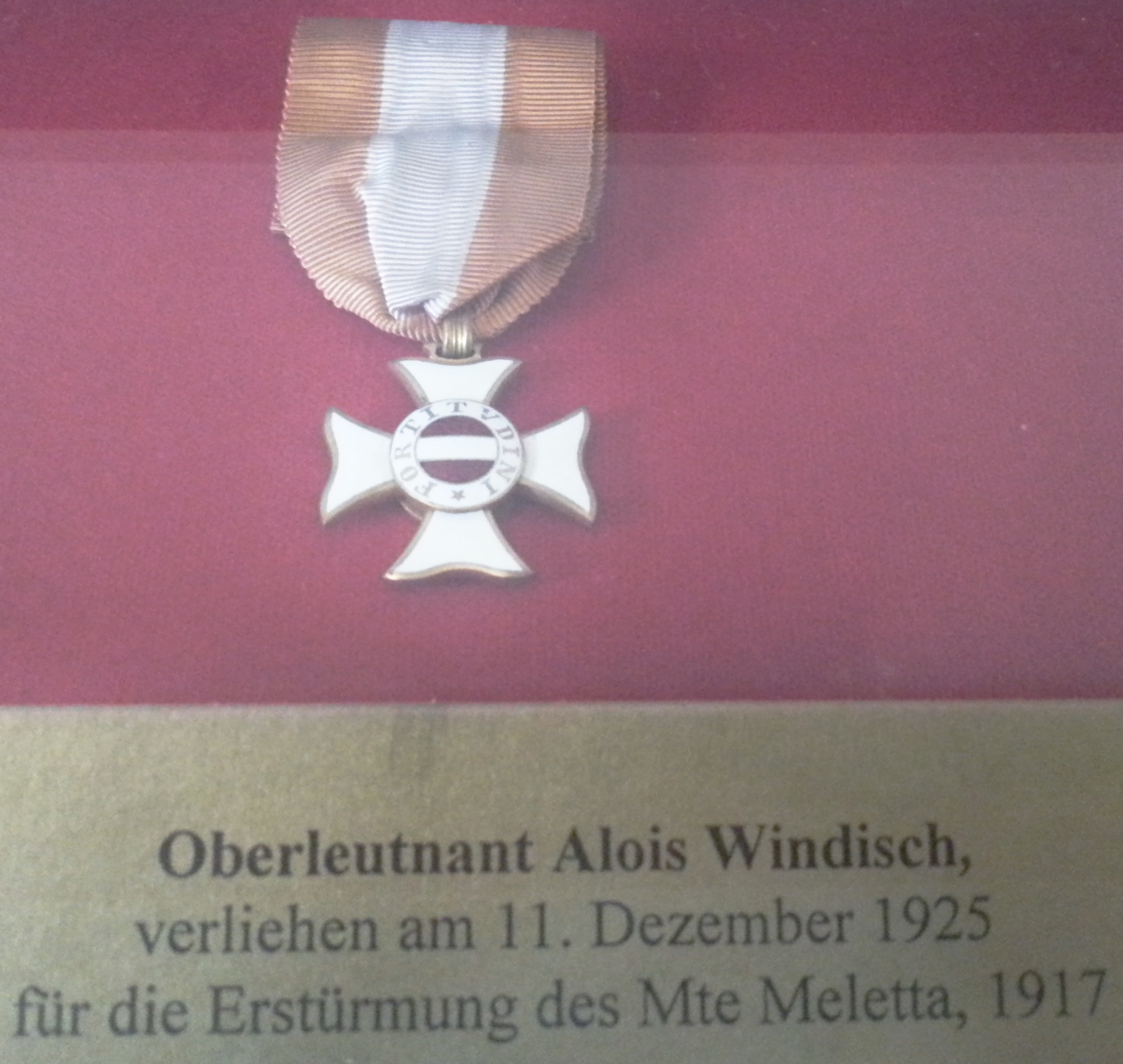
Militär-Maria-Theresien-Orden von Alois Windisch, Heeresgeschichtliches Museum Wien

Alois Windisch war einer von nur zwei ehemaligen k.u.k. Offizieren, denen sowohl das Ritterkreuz des Maria-Theresien-Ordens als auch das Ritterkreuz des Eisernen Kreuzes verliehen wurden.

### k.u.k. Österreichisch-Ungarische Armee
- Ritterkreuz des Maria-Theresia-Ordens am 11. Dezember 1925 (bei der 192. Verleihungszeremonie in der Geschichte des Maria-Theresia-Ordens)
- Österreichischer Orden der Eisernen Krone III. Klasse[12]
- Österreichisches Militär-Verdienstkreuz III. Klasse mit Schwertern
- Österreichisches Karl-Truppenkreuz 1918
- Österreichische Verwundetenmedaille mit drei Streifen für dreimalige Verwundung
- Hessische Tapferkeitsmedaille
- Ritterkreuz des Österreichischen Verdienstordens am 13. März 1935
- Österreichische Kriegs-Erinnerungs-Medaille mit Schwertern
- Ungarische Weltkriegs-Erinnerungsmedaille mit Schwertern

### Wehrmacht
- Ritterkreuz des Eisernen Kreuzes am 20. Juni 1940[13]
- Eisernes Kreuz I. Klasse am 9. Mai 1940
- Eisernes Kreuz II. Klasse am 30. März 1940
- Allgemeines Sturmabzeichen
- Narvikschild 1941
- Medaille Winterschlacht im Osten 1942
- Medaille zur Erinnerung an den 1. Oktober 1938
- Wehrmacht-Dienstauszeichnungen
- Finnischer Orden des Freiheitskreuzes II. Klasse mit Schwertern am 12. Dezember 1941
- Orden der Krone König Zvonimirs

nach ihm zu seinen Ehren und Erinnerung benannt ist die
- Alois Windisch-Straße in Bad Fischau-Brunn